# Laide
Laide, schottisch-gälisch An Leathad, ist eine kleine Ortschaft in der schottischen Council Area Highland beziehungsweise der traditionellen Grafschaft Ross-shire. Sie liegt in einer dünn besiedelten Region nahe der Westküste auf der Halbinsel Rubha Mòr an der Mündung des Sand Burn in die Gruinard Bay. Nordwestlich liegt der Weiler Achgarve, vier Kilometer südwestlich Aultbea und Inverness befindet sich rund 90 Kilometer südöstlich.

## Geschichte
Überreste eines Wheelhouse in der Umgebung der kleinen Streusiedlung belegen die eisenzeitliche Besiedlung der Region. An der Küste befindet sich die Ruine der Chapel of Sand of Udrigil. Überlieferungen zufolge soll es sich bei dieser um eine Gründung Columbans (6. Jahrhundert) handeln. Die vorhandenen Reste sind jedoch spätmittelalterlich. Die Kapelle wurde nach dem späten 17. Jahrhundert aufgelassen. Nördlich ließ der Laird des Clans MacKenzie 1745 das Herrenhaus Udrigle House errichten.
Im 19. Jahrhundert wurde am Ufer der Bucht eine Slipanlage eingerichtet. In ihrer Nähe befinden sich auch eine Fischereistation und ein Lagerhaus.

## Verkehr
Durch Laide verläuft die A832, welche zahlreiche Orte entlang der Küstenlinie an das Fernstraßennetz anschließt.